# 小澤栄里
小澤 栄里（おざわ えり、本名：小柳栄里【こやなぎ えり、旧姓：小澤】、1977年8月8日 - ）は静岡県浜松市出身の元女優・タレント・モデルである。

## 略歴
- 2000年、ケイダッシュ所属の女優・タレント・モデルとして芸能界デビュー。
- 2008年7月頃、芸能界を引退。
- 2012年2月29日、バブルガム・ブラザーズのBro.TOMと結婚[1]。

## 人物
最終学歴は金城学院大学。身長165cm、B82cm、W58cm、H82cm。

## 出演

### テレビ
- 秘密の爆笑大問題（STVテレビ、2000年）
- ぐるぐるナインティナイン（日本テレビ、2001年）
- お見合い放浪紀（2002年）
- 幻星神ジャスティライザー（2004年、テレビ東京） - 本宮麗香役
- 夜遊びメールバトル金曜（2005年10月14日〜2006年9月29日、あっ!とおどろく放送局）
- 夜遊びメールバトル月曜（2006年10月2日〜同年12月25日、あっ!とおどろく放送局）